# Ética computacional
Ética informática. El concepto de ética de la información se remonta aproximadamente a la década de los 70 del siglo pasado cuando la computación se empezó a usar en forma masiva en aplicaciones de tipo científico-técnico, surgiendo incógnitas con respecto al almacenamiento y accesibilidad a documentos incluidos en bases de datos de tipo bibliográfico. Más tarde el concepto se amplió con el uso masivo de Internet y los abusos que se han hecho de dicha tecnología. En la actualidad la ética de la información trata todo lo relacionado con el uso y mal uso de la información. Entre estos aspectos se trata problemas tales como la propiedad intelectual, el acceso a la información libre o restringida, la censura, el uso de información de instituciones públicas, la confidencialidad e integridad de los datos, y el flujo internacional de información, entre otros. También, la ética trata sobre cómo se emplean los principios éticos en las decisiones y acciones de los profesionales de la información.
1. El código personal propio del individuo.
2. Cualquier código informal de conducta ética que exista en el lugar de trabajo.
3. La exposición a códigos formales de ética.[1]

## Origen
El término de ética computacional era acuñado por primera vez por Walter Maner, profesor en la Universidad Estatal de Bowling Green. Los orígenes conceptuales de la ética computacional están siendo investigados por la infoética, una rama de la filosofía ética promovida, entre otros, por Luciano Floridi.

## Historia
El concepto de ética computacional se originó en la década de los 40s con el profesor del MIT Norbert Wiener, matemático americano y filósofo. Mientras trabajaba en la artillería antiaérea durante Segunda Guerra Mundial, Wiener y sus socios ingenieros desarrollaron un sistema de comunicación entre la parte del cañón que rastreaba a los aviones de combate, la parte que realizaba los cálculos para estimar la trayectoria, y la parte responsable de disparar. Wiener denominó "cibernética" a la ciencia responsable del estudio de dichos sistemas de información retroalimentados, y trató sobre este nuevo campo y sus preocupaciones éticas relacionadas en su libro de 1948, Cybernetics. En 1950, Wiener publicó su segundo libro, The Human Use of Human Beings, para ahondar más profundamente en los asuntos éticos que rodean la tecnología de la información y exponer los orígenes básicos de la ética computacional.
Un poco más tarde durante el mismo año se cometió el primer delito informático del mundo. Un programador fue capaz de utilizar un poco de código de programación para evitar que su cuenta bancaria estuviera marcada como sobregirada. Sin embargo, al no haber ninguna ley en aquel tiempo para pararle, resultó que no fuera acusado. Para asegurarse que ninguna otra persona hiciera lo mismo, era necesario un código ético para ordenadores.
En 1973, la Asociación de Maquinaria Computacional (ACM) adoptó su primer código de ética. Donn Parker del SRI International, un escritor sobre delitos informáticos, dirigió el comité que desarrolló el código.
En 1976, el profesor de medicina e investigador Walter Maner advirtió que las decisiones éticas son mucho más difíciles de hacer cuando se añade el factor de los ordenadores. Reconoció la necesidad de una rama diferente de la ética para tratar los asuntos que incluyan ordenadores. Era así inventado el término "ética computacional".
En 1976, Joseph Weizenbaum hizo su segunda aportación significativa al campo de la ética computacional. Publicó el libro titulado Computer Power and Human Reason, el cual trataba sobre cómo la inteligencia artificial es buena para el mundo; aunque nunca se debería permitir que tome las decisiones más importantes ya que no tiene cualidades humanas como la capacidad de juicio. Con diferencia la puntualización más importante que hace en el libro es la distinción  entre elegir y decidir. Argumenta que decidir es una actividad computacional mientras que elegir no, y por ello la capacidad de hacer elecciones es lo que nos hace humanos.
En un momento posterior en el mismo año Abbe Mowshowitz, profesor de Informática de la Universidad de Nueva York, publicó el artículo titulado On approaches to the study of social issues in computing. Este artículo identificaba y analizaba los sesgos técnicos y no técnicos en búsqueda de los problemas sociales presentes en la informática.
Durante 1978, la Ley de Derecho a la Privacidad Bancaria fue aprobada por el Congreso de Estados Unidos, limitando drásticamente la capacidad del gobierno para indagar en registros bancarios.
Durante el mismo año Terrell Ward Bynum, profesor de Filosofía en la Universidad Estatal del Sur de Connecticut así como Director del Centro de Investigación en Informática y Sociedad, desarrolló el primer plan de estudios para un curso universitario en ética computacional. Bynum era también editor en la revista Metaphilosophy. En 1983 la revista contenía un concurso de ensayos sobre el tema de ética computacional y publicó los ensayos ganadores en su edición especial superventas de 1985, Computers and Ethics.
En 1984, el Congreso de Estados Unidos aprobó la Ley de Seguridad y Formación Informática para Pequeños Negocios, creando el consejo asesor de la Administración de Pequeños Negocios para centrarse en la seguridad informática relacionada con los pequeños negocios.
En 1985, James Moor, profesor de Filosofía en la Universidad de Dartmouth en Nuevo Hampshire, publicó un artículo titulado What is Computer Ethics? En este artículo Moor declara las bases de la ética computacional incluyendo las siguientes: "(1) identificación de los vacíos políticos generador por la informática, (2) aclaración de las confusiones conceptuales, (3) formulación de políticas para el uso de tecnología computacional, y (4) justificación ética de tales políticas."'
Durante el mismo año, Deborah Johnson, profesora de Ética Aplicada y Presidenta del Departamento de Ciencia, Tecnología, y Sociedad en la Escuela de Ingeniería y Ciencias Aplicadas de la Universidad de Virginia, logró publicar el primer gran libro de texto sobre ética computacional. El libro de Johnson identificó los problemas más importantes sobre los que la ética computacional investigó durante más de 10 años después de la publicación de la primera edición.
En 1988, de Robert Hauptman, un bibliotecario de la Universidad Estatal de San Cloud, surgió la idea de "infoética", término que fue utilizado para describir el almacenamiento, la producción, el acceso, y la difusión de la información. Casi al mismo tiempo, la Ley de Comparación por Ordenador y Protección de la Privacidad fue aprobada, que restringió los programas para la identificación de deudores al gobierno de Estados Unidos.
En el año 1992, ACM adoptó un conjunto nuevo de reglas éticas llamado "código ACM de Ética y Conducta Profesional" que consistían en 24 declaraciones de responsabilidad personal.
Tres años más tarde, en 1995, Krystyna Górniak-Kocikowska, profesora de Filosofía en la Universidad Estatal del Sur de Connecticut, Coordinadora del Programa de Estudios Religiosos, así como Investigadora Senior Asociada en el Centro de Investigación en Informática y Sociedad, expuso la idea de que la ética computacional acabará por convertirse en un sistema ético global y, poco después, remplazaría a la ética como la ética estándar de la era de la información.
En 1999, Deborah Johnson puso de manifiesto su opinión, que era bastante contraria a la creencia de Górniak-Kocikowska, y declaró que la ética computacional no evolucionará sino que más bien será nuestra vieja ética la que de un ligero cambio.

## Privacidad en Internet
La privacidad es uno de los problemas más importantes que ha emergido desde que Internet se ha vuelto parte de muchos aspectos de la vida diaria. Los usuarios de Internet ceden información personal para darse de alta o registrarse en determinados servicios sin darse cuenta de que se están poniendo potencialmente en peligro ante ataques de privacidad.
Otro ejemplo de problemas de privacidad, que concierne a Google, es el seguimiento de búsquedas. Hay una característica en las búsquedas que permite a Google realizar un seguimiento de nuestras búsquedas para que los anuncios encajen con nuestros criterios de búsqueda, lo que a su vez significa tratar a la gente como productos.
Existe una discusión abierta sobre qué implican la privacidad y las medidas de aplicación de la privacidad. Con el aumento en los servicios de red social, más y más personas están cediendo su información privada para ser compartida públicamente. A simple vista, puede parecer que la persona es quien decide publicar información privada sobre ella misma en un servicio de red social, pero en el fondo, es el sitio  quien podría estar compartiendo dicha información (no el individuo) con terceros. Esto es la idea  de una situación opt-in frente a opt-out. Hay muchas declaraciones de privacidad que manifiestan si es una política opt-in u opt-out. Típicamente una política de privacidad opt-in significa que el individuo debe comunicarle a la compañía emisora de la política de privacidad si quiere que su información se comparta o no. Opt-out significa que su información será compartida a menos que el individuo solicite a la compañía que no la comparta.
Los investigadores han sugerido que el mayor uso de datos de clientes durante la última década ha impactado la forma en que el público en general se relaciona con las preocupaciones sobre la privacidad. Un estudio realizado en 2012 midió la demografía de las personas preocupadas por la privacidad durante un lapso de 8 años en función de su disposición a revelar sus ingresos en una encuesta de investigación. Sus hallazgos revelaron que con el tiempo, las personas han tenido menos probabilidades de revelar información y las personas mayores también tienen menos probabilidades de revelar su información.

## Identificación de problemas
Identificar problemas éticos cuando  surgen, así como definir cómo tratarlos, ha sido tradicionalmente problemático. A la hora de enfrentarse a problemas relacionados con cuestiones éticas, Michael Davis propuso un único método de resolución de problemas. En el modelo de Davis, se declara el problema ético, se comprueban los hechos, y se genera una lista de opciones teniendo en cuenta los factores relacionados con el problema. La acción real tomada estará influenciada por estándares éticos concretos.

## Estándares éticos
Varias sociedades y organizaciones profesionales nacionales e internacionales han promovido la creación de documentos de código de ética para que sirvan como guía de conducta básica a los profesionales informáticos y los usuarios. Entre ellas se incluyen:
Asociación de Maquinaria Computacional
Código ACM de Ética y Conducta Profesional
Sociedad Informática Australiana
Código ACS de Ética
Código ACS de Conducta Profesional
Sociedad Informática Británica
Código BCS de Conducta
Código de Buenas Prácticas (retirado en mayo de 2011)
Instituto de Ética Computacional
Los Diez Mandamientos de la Ética Computacional
Instituto de Ingeniería Eléctrica y Electrónica
Código IEEE de Ética
Código IEEE de Conducta
Liga de Administradores de Sistemas Profesionales
El Código de Ética de los Administradores de Sistemas